# 庫施王國
庫施王國（羅馬化：kꜣš；古希臘語：或（在《七十士譯本》）；英語：或），又譯為古實王國，是古代北非地区的一个文明，其地域大致位于今日苏丹共和国。
努比亞地區是早期的文明搖籃，產生了一些從事貿易和工業的複雜社會。城邦克尔玛在前2450年與前1450年之間成為主導的政治力量，控制著尼羅河谷第一瀑布與第四瀑布之間的地域，大小與埃及相當。埃及人是第一個將克尔玛稱為“库施”的族群，在接下來的幾個世紀中，這兩個文明有著斷斷續續的戰爭，貿易和文化交流。
新王國時期期間（前1550年-前1070年），努比亞的大部分被埃及統治著。隨著青銅時期晩期崩潰引發埃及分裂，库施人在那帕塔（今蘇丹卡里马）重建了一個王國。儘管库施與埃及建立了許多文化聯繫，例如對阿蒙的崇拜，以及兩國王室經常通婚，但库施文化保持著獨特性；埃及藝術利用裝束、外表甚至交通方式來區分库施人。
國王卡什塔安然成為上埃及的國王，因為他女兒阿曼尼爾迪斯獲安排成為底比斯侍奉阿蒙神的妻子。皮耶於前八世紀征服下埃及，建立库施人統治的埃及第二十五王朝。皮耶的女兒，謝佩努彼特二世，同樣獲安排成為侍奉阿蒙神的妻子。库施國王統治埃及超過一世紀，直到被亞述逐出下埃及，最終於前七世紀中葉被埃及人普薩美提克一世逐出埃及。在結束對埃及的統治後，库施定都麥羅埃，期間希臘人稱库施做「衣索比亞」（Aethiopia）。
從公元前3世紀到公元3世紀，努比亞北部被入侵並併入埃及。在接下來的600年裡，該片土地由馬其頓人和羅馬人統治，在希臘羅馬世界中被稱為「特拉康塔斯科諾斯」（Triakontaschoinos）。後來，它被第四位库施國王葉塞波克哈瑪尼奪回。库施王國一直是主要的地區大國，直到公元四世紀，在氣候條件惡化的情況下，库施王國因內亂而衰落並分崩離析。阿克蘇姆王國佔領並摧毀了麥羅埃，標誌著該王國的終結並將其分出诺巴提亚（Nobatia），马库里亚（Makuria）和阿洛迪亞（Alodia）三個政權。
長期以來被更為著名的鄰國埃及蓋過風頭，自20世紀末以來的考古發現表明，库施本身已經是一個先進的文明。库施人有自己獨特的語言和文字。維持以貿易和工業為基礎的複雜經濟；精通射箭；並發展了一個女性參與度很高的，複雜的城市社會。

## 名稱
王國的本名在古埃及文記載為，在中古埃及語大概讀成 kuɫuʃ 或 kuʔuʃ 。它於埃及新王國時期開始用來稱呼努比亞，音譯自當時阿卡德語的屬格「kūsi」。
它也是創立库施王国的當地居民的民族稱呼。該用語還可見於库施人的名字，譬如国王卡什塔（Kashta；轉譯自「kꜢš-tꜢ」，「（來自）库施之地（的人）」）。地理上，库施泛指第一瀑布以南的地區。埃及第二十五王朝的統治者也是來自库施。
库施的另一轉譯古實，大概最少在約瑟夫斯的時代，已經與希伯來聖經中的角色，含姆之子古實（כּוּשׁ）聯繫在一起（創世紀10：6）。含姆有四個兒子，古實、麥西（埃及在希伯來語的稱呼）、弗和迦南。根據聖經記載，古實的兒子寧錄開創和統治巴別、以力、阿甲和甲尼，都在示拿地（創10：10）。聖經也提到了一個名叫古實的人，他是便雅悯人（詩篇7：1）。
在希臘文獻中，库施被稱為「Kous」（Κους）或「Aethiopia」（Αἰθιοπία）。

## 建國前
早在古埃及第一王朝出现之前，库施已经有了成熟的社会形态。前25世纪开始，古埃及人开始沿着尼罗河向南扩张，遇到了库施，今天我们所能得到的关于库施的信息，多半来自古埃及人的记述。
在埃及中王国覆灭后，古埃及人的扩张停顿了一个时期，当他们重新开始南侵时，意外地遭到了有组织的抵抗。历史学家们并不清楚这种抵抗是由一个统一的国家还是一个城市联盟进行的，也不清楚这种国家或者联盟的形态是否受到了古埃及文明的影响。不论如何，到图特摩斯一世时，古埃及征服了库施，将其变成了属地。

## 建國
前11世纪，古埃及发生内乱，库施乘机重新获得独立，建立了自己的政权，中心在纳帕塔（Napata）一带。前8世纪中期，阿拉拉（Alara）统一了库施，他被公认为库施王国的创始人。

## 對埃及的征服及統治
公元前750年，库施国王卡什塔（Kashta）將國境沿尼羅河北推至阿斯旺一带，繼卡什塔統治库施的皮耶（Painkhy）將整個上埃及地區征服，公元前712年，皮耶的兄弟沙巴卡登上库施王位，沙巴卡將整個下埃及也征服并將首都從纳帕塔遷至孟菲斯，是为埃及历史上第二十五王朝的建立。

公元前674年，库施王塔哈爾卡在與亚述的交戰中勝利，公元前671年，亚述為了報復，大舉入侵埃及，并將库施首都孟菲斯攻克，塔哈爾卡多次反攻也未能奪回孟菲斯。

公元前664年，塔哈爾卡去世，其子坦沃塔瑪尼繼位。

公元前661年，亚述攻占上埃及的首府底比斯，至此努比亞人的库施王國被逐出埃及。
統治埃及的库施王列表：
| 名稱                           | 在位日期                         |
| ------------------------------ | -------------------------------- |
| 皮耶（Piye）                   | 約前752年—前721年                |
| 沙巴卡（Shabaka）              | 前721年—前707年                  |
| 沙巴塔卡（Shebitku，Shabatka） | 前707年—前690年                  |
| 塔哈爾卡（Taharqa）            | 前690年—前664年                  |
| 坦沃塔瑪尼（Tantamani）        | 前664年—前656年（於前653年去世） |

## 退出埃及後
库施王國退出埃及後，將首都重新遷回纳帕塔。
公元前591年，埃及第二十六王朝法老普萨美提克二世洗劫了纳帕塔，标志着库施重新征服埃及的努力归于失败。公元前530年，库施的都城南迁至麦罗埃（Meroë）。

在麦罗埃時期，库施利用当地丰富的森林资源，大力发展了炼铁业，并与古希腊的商人通过红海开展贸易，他们还发展了自己的文字麥羅埃文，不再使用古埃及的圣书体象形文字。库施也將注意力轉向南方，向南方擴張至喀土穆一带。

公元前3世紀至公元前1世紀是库施王國的強盛時期，在首都麦罗埃建立了很多金字塔，而且當時麦罗埃的煉鐡業被後世考古學家稱為「非洲的伯明罕」，很多學者認為麦罗埃的煉鐡技術後來經過草原地區傳入西非及南部非洲。

## 衰落
公元前23年，羅馬帝國入侵库施，將纳帕塔攻克并夷為平地，經過努比亞人2年的抵抗，羅馬與库施簽署和約後退出库施。

直到罗马帝国尼禄的时代，库施王国仍然是一支强大的力量，尼禄曾经向其派出过一个使团。但是根据考古结果，金字塔的建造早在前4世纪便已停止，新的王家陵墓规模和精美程度大大缩小。有人推测是阿克苏姆的入侵导致了库施的衰落，但是并未得到确认。根据罗马史学家的记载，纳巴提人在罗马军队撤出努比亚地区后入侵当地，取代了库施等当地政权。

公元2世紀，納巴提人（Nubas）占領了库施北部地區。

公元350年，阿克苏姆攻克麦罗埃并將其摧毀，库施王國滅亡

6世纪时，原麦罗埃控制的区域已经建立了一些小国，这些国家使用科普特字母，而不是库施文字。

## 考古
考古學家在蘇丹北部發現三十五座小型金字塔，疑是約二千年前庫施帝國的遺迹。該批金字塔的排列異常緊密，最大的只有廿二呎闊；最小的僅三十吋闊，疑是供兒童殯葬。但大部分金字塔損毀嚴重，並曾遭盜竊。

## 脚注
1. ↑  Török 1998，p. 2 (1997 ed.).
2. ↑  Török 1998，p. 49 (1997 ed.).
3. ↑  Rilly, Claude. . Raue, Dietrich  (编). . De Gruyter. 2019: 133–4  [2019-11-20]. ISBN 978-3110416695. （原始内容存档于2021-04-10）. The Blemmyan language is so close to modern Beja that it is probably nothing else than an early dialect of the same language.
4. 1 2  Stearns, Peter N. (编). .  6th. Boston: Houghton Mifflin Harcourt. 2001: 32  [2012-02-21]. ISBN 9780395652374. （原始内容存档于2018-12-26）.
5. 1 2  Society, National Geographic. . National Geographic Society. 2018-07-20  [2020-08-29]. （原始内容存档于2020-05-05） （英语）.
6. ↑  Alberge, Dalya. "Tomb reveals Ancient Egypt's humiliating secret". The Times. London.
7. ↑  Török 1998，第144–6頁.
8. 1 2 3  Stirn, Isma'il Kushkush, Matt. . Smithsonian Magazine.   [2020-08-23]. （原始内容存档于2021-07-12） （英语）.
9. ↑  Goldenberg, David M.  New. Princeton University Press. 2005: 17  [2021-05-06]. ISBN 978-0691123707. （原始内容存档于2021-04-10）.
10. ↑  Spalinger, Anthony. . Orientalia. Nova Series. 1974, 43: 295–326, XI.
11. ↑  Allen, James P. . Cambridge University Press. 2013-07-11: 53  [2015-04-15]. ISBN 9781107032460. （原始内容存档于2021-04-11）.
12. ↑  Török 1998.
13. ↑  Van, de M. M. A History of Ancient Egypt. Chichester, West Sussex: Wiley-Blackwell, 2011. Print.
14. ↑  . www.kingjamesbibleonline.org.   [2021-05-06]. （原始内容存档于2021-05-09）.
15. ↑  . www.kingjamesbibleonline.org.   [2021-05-06]. （原始内容存档于2021-05-09）.
16. ↑  Török 1998，p. 69 ff (1997 ed.).